# Andrea Vavassori
Andrea Vavassori (ur. 5 maja 1995 w Turynie) – włoski tenisista, zwycięzca US Open 2024 i French Open 2025 w grze mieszanej, zdobywca Pucharu Davisa (2024), olimpijczyk z Paryża (2024).

## Kariera tenisowa
W zawodach Wielkiego Szlema zadebiutował podczas Australian Open 2021, dochodząc do drugiej rundy w rozgrywkach gry podwójnej.
W cyklu ATP Tour w grze podwójnej zwyciężył w ośmiu turniejach z czternastu rozegranych finałów. Vevassori jest razem z Simonem Bolellim finalistą Australian Open 2024 i 2025 oraz French Open 2024.
We wrześniu 2024 zdobył razem z Sarą Errani tytuł w mikstowym US Open.
Startując w zawodach drużynowych osiągnął finał z reprezentacją Włoch podczas ATP Cup 2021 oraz United Cup 2023. W 2024 roku Vevassori był w mistrzowskim składzie, który zdobył w listopadzie Puchar Davisa.
W lipcu 2024 roku zagrał na igrzyskach olimpijskich w Paryżu w konkurencjach debla i miksta. Z turnieju gry podwójnej odpadł wspólnie z Simonem Bolellim w pierwszej rundzie, z kolei w grze mieszanej w drugiej rundzie partnerując Sarze Errani.
W rankingu gry pojedynczej najwyżej był na 128. miejscu (19 czerwca 2023), a w klasyfikacji gry podwójnej na 6. pozycji (14 października 2024).

### Finały w turniejach ATP Tour
| Legenda                                      |
| -------------------------------------------- |
| Wielki Szlem                                 |
| Igrzyska olimpijskie                         |
| Tennis Masters Cup / ATP Finals              |
| ATP Masters Series / ATP Tour Masters 1000   |
| ATP International Series Gold / ATP Tour 500 |
| ATP International Series / ATP Tour 250      |

#### Gra podwójna (8–6)
| Końcowy wynik | Nr | Data                | Turniej                    | Nawierzchnia  | Partner           | Przeciwnicy                        | Wynik finału         |
| ------------- | -- | ------------------- | -------------------------- | ------------- | ----------------- | ---------------------------------- | -------------------- |
| Zwycięzca     | 1. | 10 kwietnia 2021    | Cagliari                   | Ceglana       | Lorenzo Sonego    | Simone Bolelli Andrés Molteni      | 6:3, 6:4             |
| Finalista     | 1. | 9 kwietnia 2022     | Marrakesz                  | Ceglana       | Jan Zieliński     | Rafael Matos David Vega Hernández  | 1:6, 5:7             |
| Zwycięzca     | 2. | 5 marca 2023        | Santiago                   | Ceglana       | Andrea Pellegrino | Thiago Seyboth Wild Matías Soto    | 6:4, 3:6, 12–10      |
| Zwycięzca     | 3. | 9 kwietnia 2023     | Marrakesz                  | Ceglana       | Marcelo Demoliner | Alexander Erler Lucas Miedler      | 6:4, 3:6, 12–10      |
| Finalista     | 2. | 25 czerwca 2023     | Halle                      | Trawiasta     | Simone Bolelli    | Marcelo Melo John Peers            | 6:7(3), 6:3, 6–10    |
| Finalista     | 3. | 29 lipca 2023       | Umag                       | Ceglana       | Simone Bolelli    | Blaž Rola Nino Serdarušić          | 6:4, 6:7(2), 13–15   |
| Finalista     | 4. | 27 stycznia 2024    | Australian Open, Melbourne | Twarda        | Simone Bolelli    | Rohan Bopanna Matthew Ebden        | 6:7(0), 5:7          |
| Zwycięzca     | 4. | 18 lutego 2024      | Buenos Aires               | Ceglana       | Simone Bolelli    | Marcel Granollers Horacio Zeballos | 6:2, 7:6(6)          |
| Finalista     | 5. | 8 czerwca 2024      | French Open, Paryż         | Ceglana       | Simone Bolelli    | Marcelo Arévalo Mate Pavić         | 5:7, 3:6             |
| Zwycięzca     | 5. | 23 czerwca 2024     | Halle                      | Trawiasta     | Simone Bolelli    | Kevin Krawietz Tim Pütz            | 7:6(3), 7:6(5)       |
| Zwycięzca     | 6. | 2 października 2024 | Pekin                      | Twarda        | Simone Bolelli    | Harri Heliövaara Henry Patten      | 4:6, 6:3, 10–5       |
| Zwycięzca     | 7. | 11 stycznia 2025    | Adelaide                   | Twarda        | Simone Bolelli    | Kevin Krawietz Tim Pütz            | 4:6, 7:6(4), 11–9    |
| Finalista     | 6. | 25 stycznia 2025    | Australian Open, Melbourne | Twarda        | Simone Bolelli    | Harri Heliövaara Henry Patten      | 7:6(16), 6:7(5), 3:6 |
| Zwycięzca     | 8. | 9 lutego 2025       | Rotterdam                  | Twarda (hala) | Simone Bolelli    | Sander Gillé Jan Zieliński         | 6:2, 4:6, 10–6       |

#### Gra mieszana (1–0)
| Końcowy wynik | Nr | Data            | Turniej            | Nawierzchnia | Partnerka   | Przeciwnicy                  | Wynik finału |
| ------------- | -- | --------------- | ------------------ | ------------ | ----------- | ---------------------------- | ------------ |
| Zwycięzca     | 1. | 5 września 2024 | US Open, Nowy Jork | Twarda       | Sara Errani | Taylor Townsend Donald Young | 7:6(0), 7:5  |